# Sergej Chizjnitsjenko
Sergej Aleksandrovitsj Chizjnitsjenko (Oest-Kamenogorsk, 17 juli 1991) is een Kazachse voetballer die als aanvaller speelt. Hij debuteerde in 2009 in het Kazachs voetbalelftal.

## Clubcarrière
Chizjnitsjenko speelde voor FC Vostok, FK Lokomotiv Astana en FC Atyrau. Hij speelde op woensdag 5 januari 2011 mee in de wedstrijd om de zilveren bal met Feyenoord tegen Sparta Rotterdam. In de met 2-4 gewonnen wedstrijd viel hij tien minuten voor tijd in en gaf de assist op mede-proefspeler Krisztián Simon. Ook ging hij mee op trainingskamp naar Oman. Hij kreeg echter geen contract. Sinds 2011 speelt hij voor Sjachtjor Karaganda waarmee hij tweemaal de Premjer-Liga won. In 2014 speelde hij in Polen voor Korona Kielce en daarna weer in Kazachstan voor Aktobe en Tobol. In 2017 speelde Chizjnitsjenko eerst in Wit-Rusland voor Sjachtjor Salihorsk en daarna weer in Kazachstan voor Sjachtjor Karaganda. In 2018 speelde hij voor Ordabası FK Şımkent en in 2019 voor FC Astana. In 2020 speelt hij wederom voor Ordabası FK Şımkent.